# Ацетат кальцію
Ацетат кальцію, кальцій ацетат — сіль кальцію та оцтової кислоти. Формула Ca(CH3COO)2. Загальне позначення Ca(AcO)2, де Ac — ацетильна група.

## Отримання
Отримують при взаємодії гідроксиду кальцію, кальцію, чи його солей з оцтовою кислотою:
{\displaystyle {\ce {2CH_3COOH + Ca(OH)_2 -> H_2O + Ca(CH_3COO)_2}}}
{\displaystyle {\ce {Ca + 2CH_3COOH -> Ca(CH_3COO)_2 + H_2}}}
{\displaystyle {\ce {CaCO_3 + 2CH_3COOH -> Ca(CH_3COO)_2 + H_2CO_3}}}
Під час створення ацетону відбувається реакція:
{\displaystyle {\ce {2CH_{3}COOH->[{t,CaCO_{3}}](CH_{3})_{2}CO{+}H_{2}O{+}CO_{2}}}}
Але при цьому утворюється ацетат кальцію, який проміжною сполукою і під час нагрівання розкладається:
{\displaystyle {\ce {2CH_3COOH + CaCO_3 ->[{t}] Ca(CH_3COO)_2 + H_2O ->[{t}] (CH_3)_2CO + H_2O + CO_2 + CaCO_3}}}